# Sonny is King
Sonny is King — студійний альбом американського блюзового музиканта Сонні Террі, випущений у 1963 році лейблом Bluesville.

## Опис
Одна половина альбому Sonny Is King є рідкісною сесією Сонні Террі і Лайтніна Гопкінса, яка була записана 20 жовтня 1960 року в студії Руді Ван Гелдера. Обидва музиканти грають під акомпанемент контрабасиста Леонарда Гаскіна і ударника Белтона Еванса. Друга частина альбому була записана через два роки у вересні 1962 року, на якій Террі грає у звичному дуеті з гітаристом Брауні Макгі.

## Список композицій
1. «One Monkey Don't Stop the Show» (Сонні Террі) — 3:04
2. «Changed the Lock On My Door» (Сонні Террі) — 3:30
3. «Tater Pie» (Сонні Террі) — 2:32
4. «She's So Sweet» (Сонні Террі) — 2:39
5. «Diggin' My Potatoes» (Сонні Террі) — 3:32
6. «Sonny's Coming» (Сонні Террі) — 2:50
7. «Ida Mae» (Сонні Террі) — 3:10
8. «Callin' My Mama» (Сонні Террі) — 2:33
9. «Bad Luck» (Сонні Террі) — 4:10
10. «Blues from the Bottom» (Сонні Террі) — 4:17

## Учасники запису
- Сонні Террі — вокал і губна гармоніка
- Лайтнін Гопкінс (1—5), Брауні Макгі (6—10) — гітара
- Леонард Гаскін — бас (1—5)
- Белтон Еванс — ударні (1—5)

Технічний персонал
- Кеннет С. Голдстайн — продюсер
- Руді Ван Гелдер (1—5), Фред Майлз (6—10) — інженер
- Дон Шліттен — дизайн
- Вільям Картер — фотографія обкладинки
- ЛеРой Джонс — текст